# Claudio Flores
Claudio Sebastián Flores (Colonia, Uruguay, 10 de mayo de 1976) es un futbolista uruguayo. Juega de arquero y su actual equipo es el Club Atlántida Juniors, de la Liga Regional de Canelones del Este.

## Trayectoria
Surgido de las divisiones inferiores de Peñarol, hizo su debut en el conjunto uruguayo en 1995 logrando cuatro Campeonatos de Uruguay durante el segundo quinquenio del club, además de disputar varios partidos de la Copa Libertadores. En 2000 es fichado por Lanús y luego por Libertad, en el conjunto paraguayo jugó la Copa Libertadores. En 2005 vuelve a Peñarol y un año más tarde a Lanús y logra su primer Campeonato argentino.
Luego pasó por otros clubes uruguayos como Bella vista y Rentistas. En 2010 vuelve a jugar en Argentina, en Italiano. En el año 2011 es contratado por Sarmiento de Junín. A mediados de 2012 llegó a Platense. En 2015 juega en Cerrito. Finalmente en 2016 decide dejar Cerrito para volver al balneario donde reside y jugar en el club local, Atlántida Juniors, junto con otro legendario de Peñarol y Uruguay como es Marcelo de Souza.

### Selección nacional
Jugo cuatro partidos para la Selección uruguaya, jugo la Copa Confederaciones de 1997 en Arabia Saudita bajo el entrenador Víctor Púa.
Participaciones en Copa Confederaciones
| Copa                      | Sede           | Resultado | Partidos | GR |
| ------------------------- | -------------- | --------- | -------- | -- |
| Copa Confederaciones 1997 | Arabia Saudita | 4° puesto | 4        | -2 |

## Clubes
| Club               | País      | Año           |
| ------------------ | --------- | ------------- |
| Peñarol            | Uruguay   | 1995-2000     |
| Lanús              | Argentina | 2000-2004     |
| Libertad           | Paraguay  | 2005          |
| Peñarol            | Uruguay   | 2005-2006     |
| Lanús              | Argentina | 2006-2008     |
| Bella Vista        | Uruguay   | 2008-2009     |
| Rentistas          | Uruguay   | 2010          |
| Sportivo Italiano  | Argentina | 2010-2011     |
| Sarmiento de Junín | Argentina | 2011-2012     |
| Platense (Arg)     | Argentina | 2012-2014     |
| Cerrito            | Uruguay   | 2015          |
| Cañuelas           | Argentina | 2016          |
| Atlántida Juniors  | Uruguay   | 2016-presente |

## Palmarés
| Título                        | Club          | País      | Año     |
| ----------------------------- | ------------- | --------- | ------- |
| Campeonato Uruguayo           | Peñarol       | Uruguay   | 1995    |
| Campeonato Uruguayo           | Peñarol       | Uruguay   | 1996    |
| Campeonato Uruguayo           | Peñarol       | Uruguay   | 1997    |
| Campeonato Uruguayo           | Peñarol       | Uruguay   | 1999    |
| Primera División de Argentina | Lanús         | Argentina | 2007-A  |
| Primera B                     | Sarmiento (J) | Argentina | 2011-12 |